# Venba
Venba est un jeu vidéo de réflexion sur le thème de la cuisine développé et édité par Visai Games, sorti en 2023 sur Nintendo Switch, PlayStation 5, Xbox One, Xbox Series et Windows.

## Système de jeu
À travers l'histoire d'une famille tamoule, le jeu propose de réaliser des recettes de cuisine avec des ingrédients et ustensiles divers, avec pour guide à un livre de recettes dont une partie des instructions est effacée. Les recettes à découvrir sont les suivantes : idlis, puttu, biryani, eau de tamarin, rasam masala, bouillon de poulet, dosas et uttapam.

## Accueil

### Critique
- Gamekult : 7/10[1]

### Distinctions

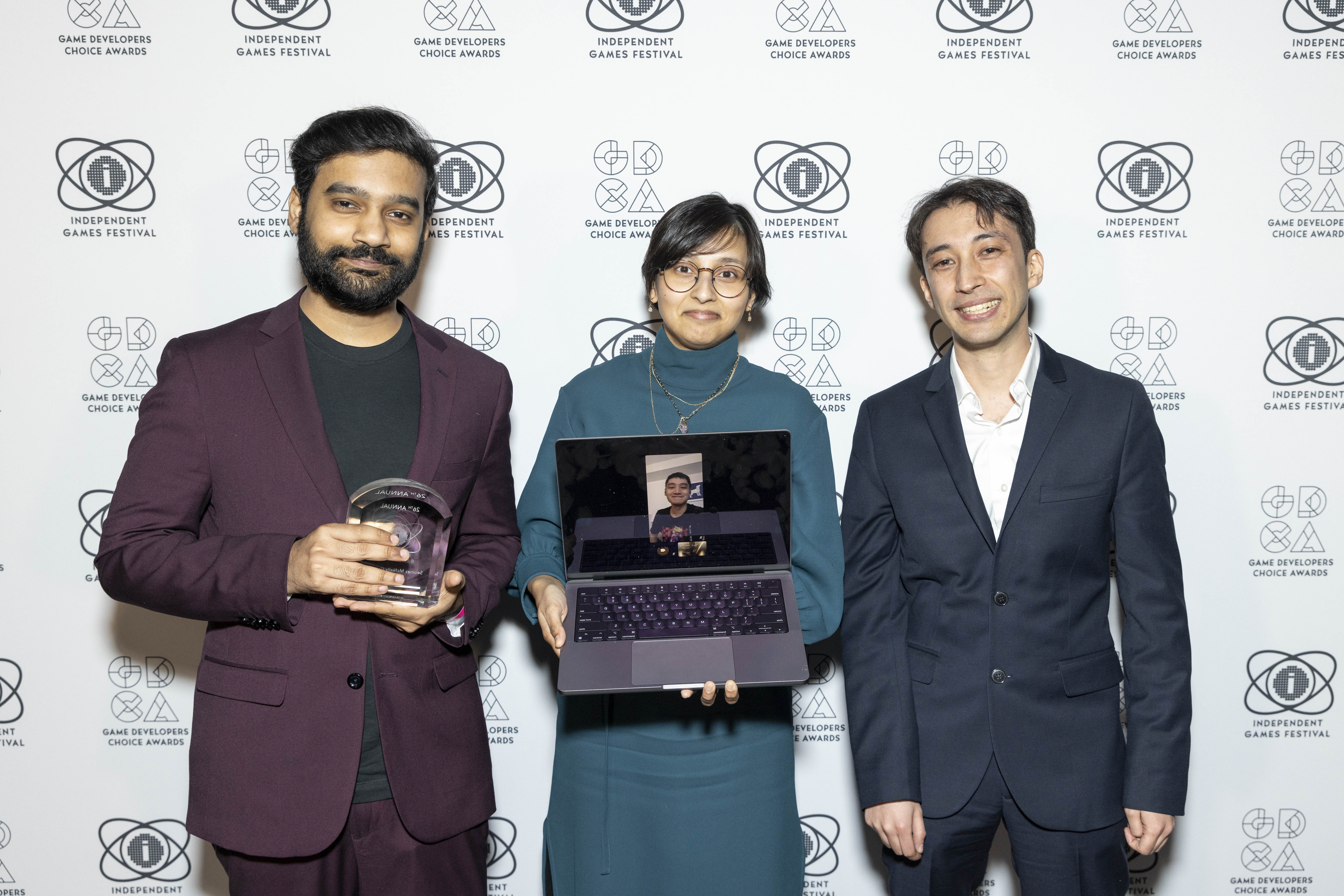
Les développeurs de Visai Games lors de leur réception du Grand prix Seumas-McNally en mars 2024.

En mars 2024, Venba reçoit le Grand prix Seumas-McNally à l'Independent Games Festival. Ce prix, remis lors de la Game Developers Conference de San Francisco, est généralement reconnu comme la plus grande récompense qui soit pour un jeu indépendant. Lors des Game Developers Choice Awards, il reçoit également les prix de meilleur premier jeu, et de jeu à la meilleure portée sociale. En avril 2024, il est lauréat du « meilleur premier jeu » à la suite des résultats des British Academy Games Awards.